# 閒居吟
《闲居吟》，二胡独奏曲，刘天华作曲，创作于1928年。创作该曲时值刘天华为中国音乐界的同仁们筹办北平音乐学院之事激动不已，因此做出《闲居吟》。故而此曲中有愉悦怡然的情调。演奏时多用富有琵琶和古琴韵味的泛音和滑音,从而保持乐曲的特色。